# Gregorovce
Gregorovce (do roku 1948 Gergelak) jsou obec na Slovensku, v okrese Prešov v Prešovském kraji. Žije v ní 898 obyvatel,

## Historie

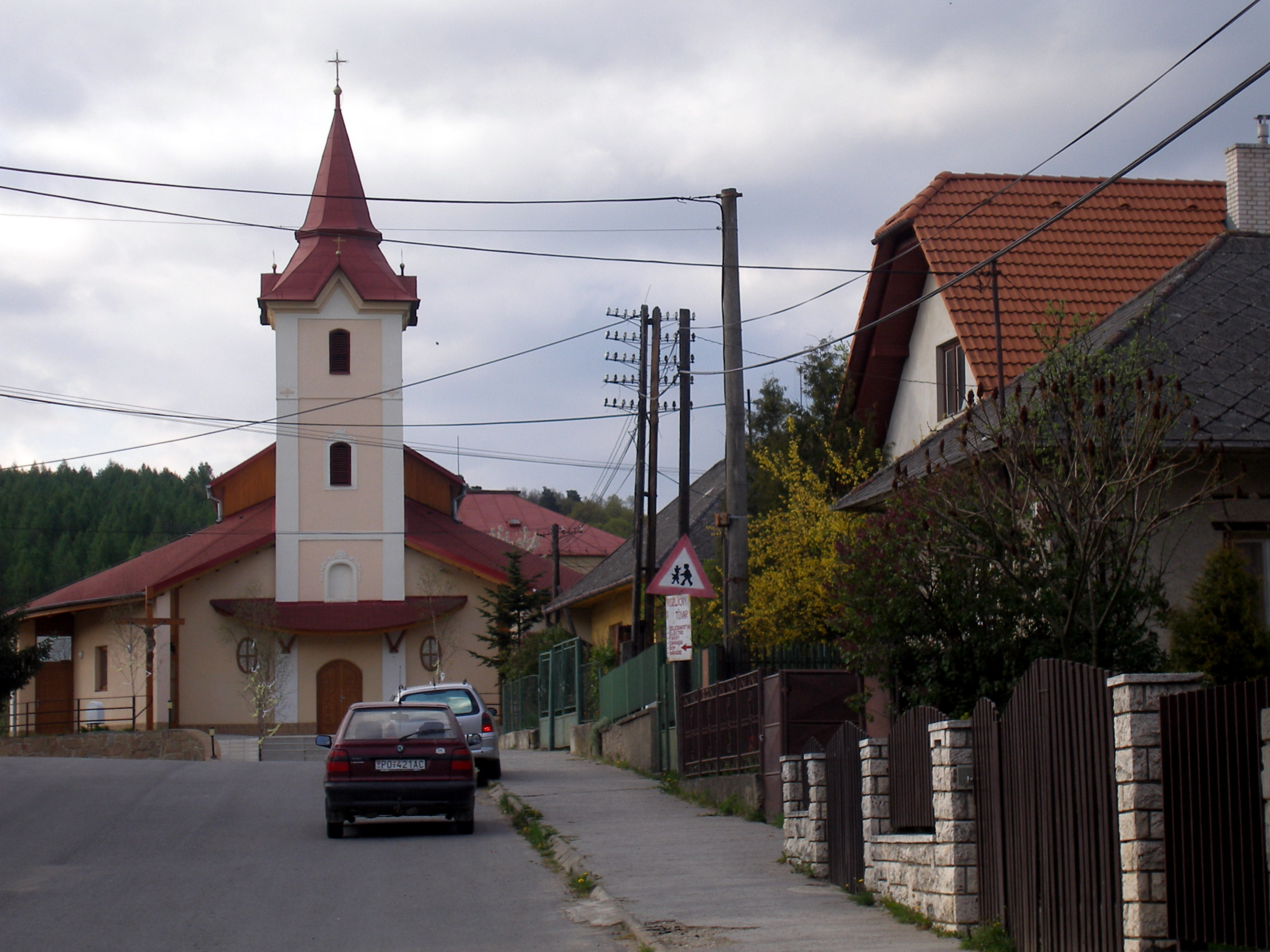
Kostel narození Panny Marie

Území obce bylo osídleno už v neolitu. První písemná zmínka o Gregorovcích pochází z roku 1248, kdy byla vesnice zmíněna pod názvem Gregorfalva. Název je odvozen od prvního zemana vlastnícího vesnici na počátku 13. století. V roce 1278 byla králem Ladislavem IV. darována synům Michala Miškovce za pomoc v boji proti Přemyslu Otakarovi II. V období 14. až 16. století byli majitelé místní zemané a také město Prešov v 16. století. V roce 1427 obec platila daň z osmi port, v roce 1787 v sedmdesáti domech žilo 454 obyvatel a v roce 1828 ve stejném počtu domů žilo 534 obyvatel. V roce 1739 byla obec zničena požárem.
Hlavní obživou bylo zemědělství.

## Přírodní poměry
Obec leží v severní části Šarišské vrchoviny v údolí mezi Šarišským hradným vrchom a Strážom, kterým protéká potok Dzikov. Povrch je mírně zvlněný s nadmořskou výškou v rozmezí 290–696 metrů, střed obce je ve výšce 320 metrů. Území náleží do vnějšího flyšového příkrovu (Dukliansko-bukovský flyš). Z větší části odlesněné území je tvořeno flyšem a třetihorními usazeninami.
Celková rozloha je 9,9 km², z toho 74 % připadá na zemědělskou půdu. Celkové využití půdy (2020): 46 % orná půda, 26 % travnaté plochy,17 % lesy,14 % zastavěné plochy a nádvoří atd.
Sousední obce:
| Uzovce             | Uzovce Hrubošovce | Terňa        |
| Šarišské Michaľany |                   | TerňaFintice |
|                    | Veľký Šariš       |              |

Obec sousedí s katastrálním územím okresu Sabinov (obcí Šarišské Michaľany, Uzovce, Hrubošovce) a obcí Veľký Šariš. S obcí Terňa se dělí o vrch Lysá Stráž (697 m n. m.).

## Doprava
Obci míjí silnice I/68 a železnice z Prešova do Sabinova (železniční trať Kysak–Muszyna) se zastávkou ve Veľkém Šariši.

## Farnost
Obec náleží pod farnost Veľký Šariš, děkanát Prešov II., košické arcidiecéze. Dominantou obce je římskokatolický filiální kostel narození Panny Marie, původně z let 1774–1775. V roce 2001 mimo věž byl kostel zbourán a postaven nový, větší.